# Barbie i sekret wróżek
Barbie i sekret wróżek (ang. Barbie: A  Fairy Secret) – amerykański film animowany z 2011 roku. Jest to dziewiętnasty film opowiadający o lalce Barbie.

## Fabuła
Ken (chłopak Barbie) niespodziewanie zostaje porwany przez wróżki. Dwie przyjaciółki Barbie wyjawiają jej swój sekret – okazuje się, że są wróżkami, a Ken został zabrany do baśniowej krainy zamieszkanej przez magiczne stworzenia. Barbie wraz z wróżkami i swoją rywalką Raquelle wyruszają na poszukiwania zaginionego. W czasie wyprawy podróżniczki muszą trzymać się razem i wzajemnie sobie pomagać. Przy okazji odkrywają, że największą magiczną moc mają nie zaklęcia, ale siła ich prawdziwej przyjaźni.

## Wersja polska
Wystąpili:
- Beata Wyrąbkiewicz – Barbie
- Agnieszka Fajlhauer – Raquelle
- Joanna Pach – Carey
- Julia Kołakowska – Taylor
- Joanna Węgrzynowska – Cristal
- Agnieszka Judycka – księżniczka Graciella
- Karol Wróblewski – Ken
- Anna Apostolakis – Reena